# Pavel Janák

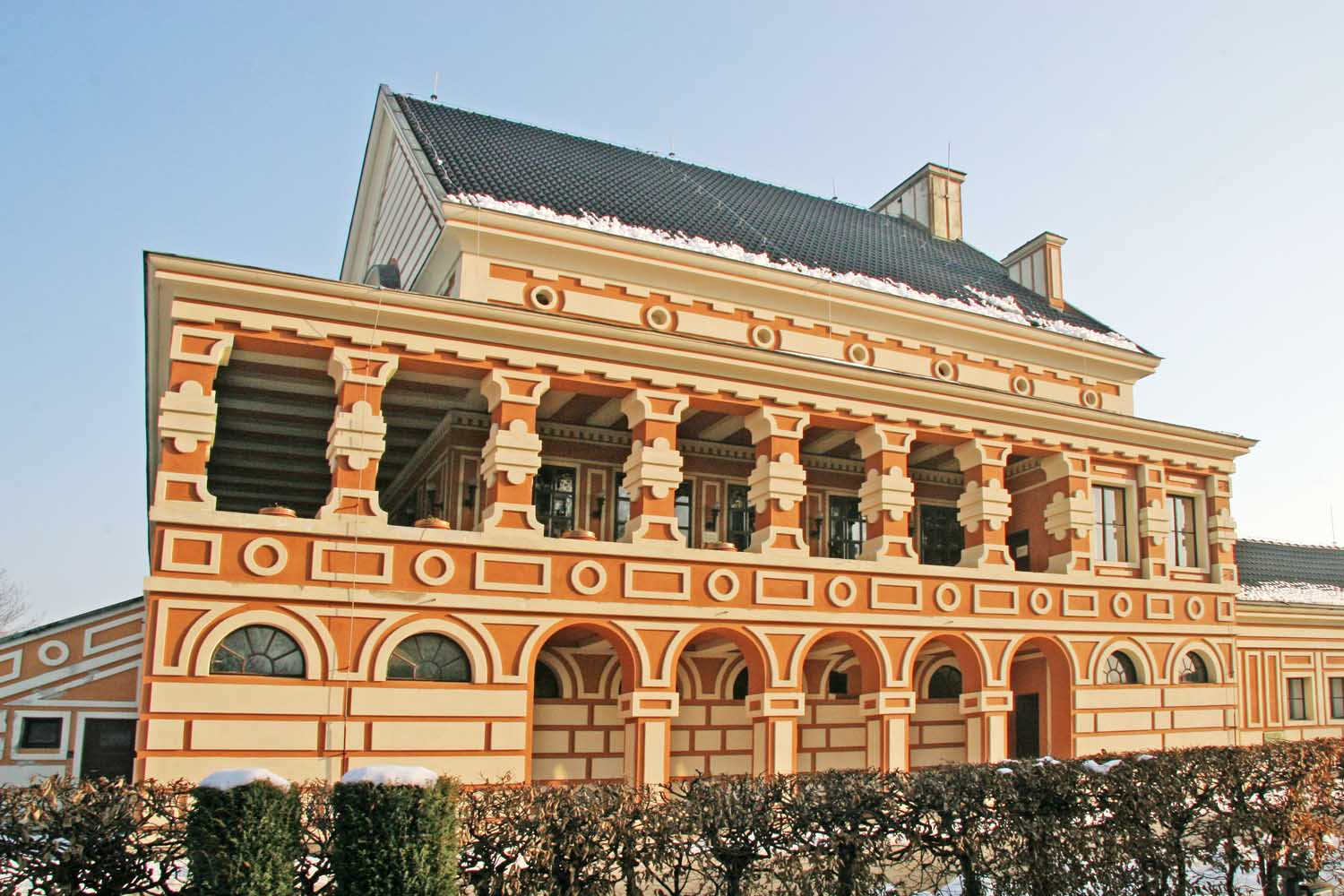
Crématorium à Pardubice.

Pavel Janák (12 mars 1882 - 1er août 1956) est un architecte et un urbaniste tchèque, théoricien du rondocubisme.

## Biographie
Pavel Janák nait le 12 mars 1882 à Karlín, un quartier de Prague. Après son baccalauréat (1899), il s'inscrit à l'équivalent tchèque et est visiteur à l'équivalent allemand de l'École nationale supérieure d'arts et métiers (respectivement České vysoké učení technické et Německá vysoká škola technická) et étudie l'urbanisme et l'architecture avec les professeurs Josef Schulz (auteur du Théâtre national et du Musée national de Prague) et Josef Zítek (également auteur de la première tranche du Théâtre national à Prague). Entre 1906 et 1907, il étudie à Vienne auprès du professeur Otto Wagner qui influencera par la suite beaucoup son travail. Il obtient, en 1907, une bourse pour visiter l'Italie et ses monuments.

### Artěl
Ses centres d'intérêt ne se limitent pas aux seules constructions architecturales mais aussi aux arts décoratifs. En 1907, il est cofondateur d'Artěl, une coopérative d'artistes, de créateurs et de designers qui créent des objets d'art décoratif (porcelaine, verre, cristal, textile, mobilier, etc.).
Il est membre du Cercle artistique Mánes de 1905 à 1949 avec une interruption entre 1911 et 1917.

### Théoricien et praticien
L'année suivante, il collabore avec Jan Kotěra sur le projet de pavillon pour l'exposition du Jubilé de 1908.
Dans un mouvement de renouveau national tchécoslovaque, il se fait théoricien de l'architecture moderne et la voit comme l'héritière respectueuse des traditions, de l'histoire et de l'héritage national. Prague vit alors un boom urbanistique et offre aux architectes maintes possibilités de mettre leur théorie en pratique. Alors que nait l'architecture moderne, Janák est résolument passéiste et se porte en faux contre les efforts contemporains pour unifier structure, matériaux et modénature des bâtiments. Il expose ses vues dans l'essai Od moderní architektury k architektuře (De l'architecture moderne vers l'architecture, 1910), dont le titre est en-soi un programme réactionnaire.
En 1909, il est nommé au poste d'architecte du département des Ponts et Chaussées de la ville de Prague. Dans le cadre de ces fonctions, on lui doit le décor de plusieurs pont sur l'Elbe et la Vltava.
Avec Josef Gočár, en 1912, il fonde les Ateliers artistiques de Prague (Pražské umělecké dílny) desquels sortiront mobilier et pièces d'ameublement.
Il est l'auteur du pavillon tchécoslovaque pour l'exposition universelle de Rio de Janeiro en 1922. Le pavillon est conçu dans un style folklorique tchécoslovaque élaboré qu'il appelle « style national ». Dans le même esprit, il réalise le crématorium de Pardubice entre 1922 et 1923 (voir illustration ci-dessus).
Après 1925, l'architecture de Janák prend un tour plus calme, plus reposé : il passe du « décorativisme » cubiste au fonctionnalisme. Il ne dédaigne pas non plus mettre la main à de petits projets de monuments, de mobilier, etc. comme aux grands travaux urbanistiques de Prague qui connait entre les deux Guerres mondiales un boom économique sans précédent.
Son chef-d'œuvre est la réalisation d'un ensemble de villas à Baba, dans la proche banlieue de Prague. Sous l'égide de l'Union de l'œuvre tchèque (Svaz českého díla) que Janák préside, une colonie de villas de style Bauhaus est conçue entre 1928 et 1932, et construite dans les années suivantes. Plusieurs architectes ont participé au projet selon les besoins individuels des clients privés mais l'ensemble garde un caractère unique du fait des principes généraux édictés : habitat sain, luminosité, modernisme, pureté des éléments et des façades, proportions des maisons et localisation les unes par rapport aux autres, surfaces plantées…
Il est également actif dans la conservation des monuments historiques, ayant depuis toujours porté une attention soutenue à l'histoire et au patrimoine. Dans un article, il écrit :
« Si l'architecte veut s'occuper des monuments, il doit comprendre l'histoire du bâtiment, son passé afin d'y apporter une réponse qui le change de façon la plus discrète possible, de porter atteinte le moins possible au style architectural qu'il doit adapter à une fonction moderne, il doit sacrifier le moins possible et garder le plus possible afin que soit conservée l'unité culturelle et artistique du projet initial. »
Son premier projet en ce sens est la restauration du palais Černín, entreprise entre 1928 et 1934 avec O. Fierlinger lequel s'occupe des jardins du palais. Il s'agit de transformer le complexe palatin en ministère des Affaires étrangères. En 1936, il s'occupe de la réhabilitation de l'Hôtel de Ville de la Vieille Ville.
En 1936, il est nommé architecte en chef du Château de Prague, reconnaissance implicite du rôle qu'il a joué pour la définition d'un « style national » et pour la défense du patrimoine. Cependant, les accords de Munich et les années de guerre mettent rapidement le holà à ses efforts qui se concentrent alors sur la maintenance minimale du Château de Prague et consistent à mettre le frein aux exigences des autorités nazies en place.
En reconnaissance de l'œuvre accomplie, il reçoit en 1952 le titre de lauréat du Prix de l'État au premier grade (laureát státní ceny prvního stupně).
Pavel Janák meurt à Prague le 1er août 1956.

## Œuvres

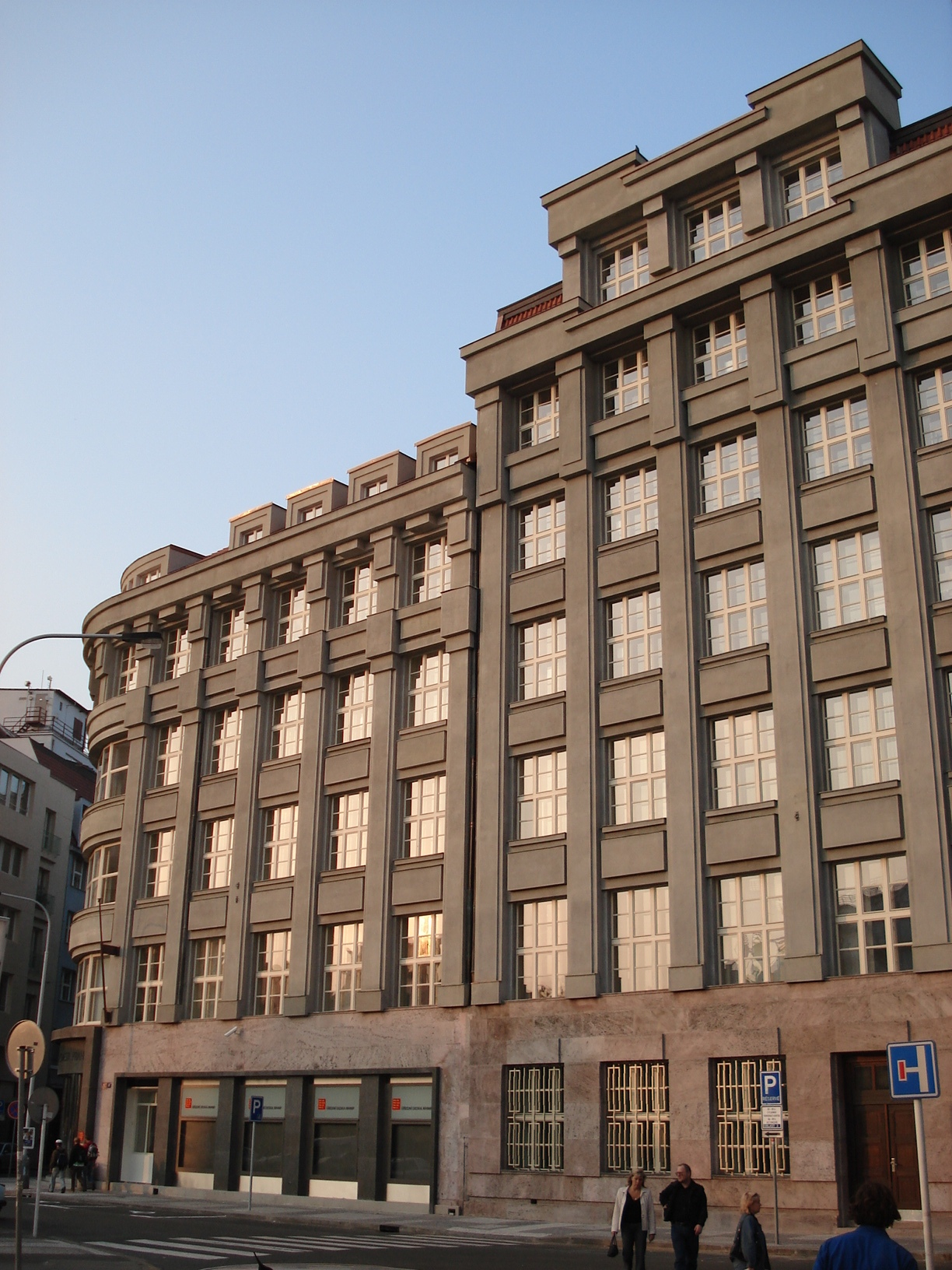
Palais Škoda, Prague (1926)
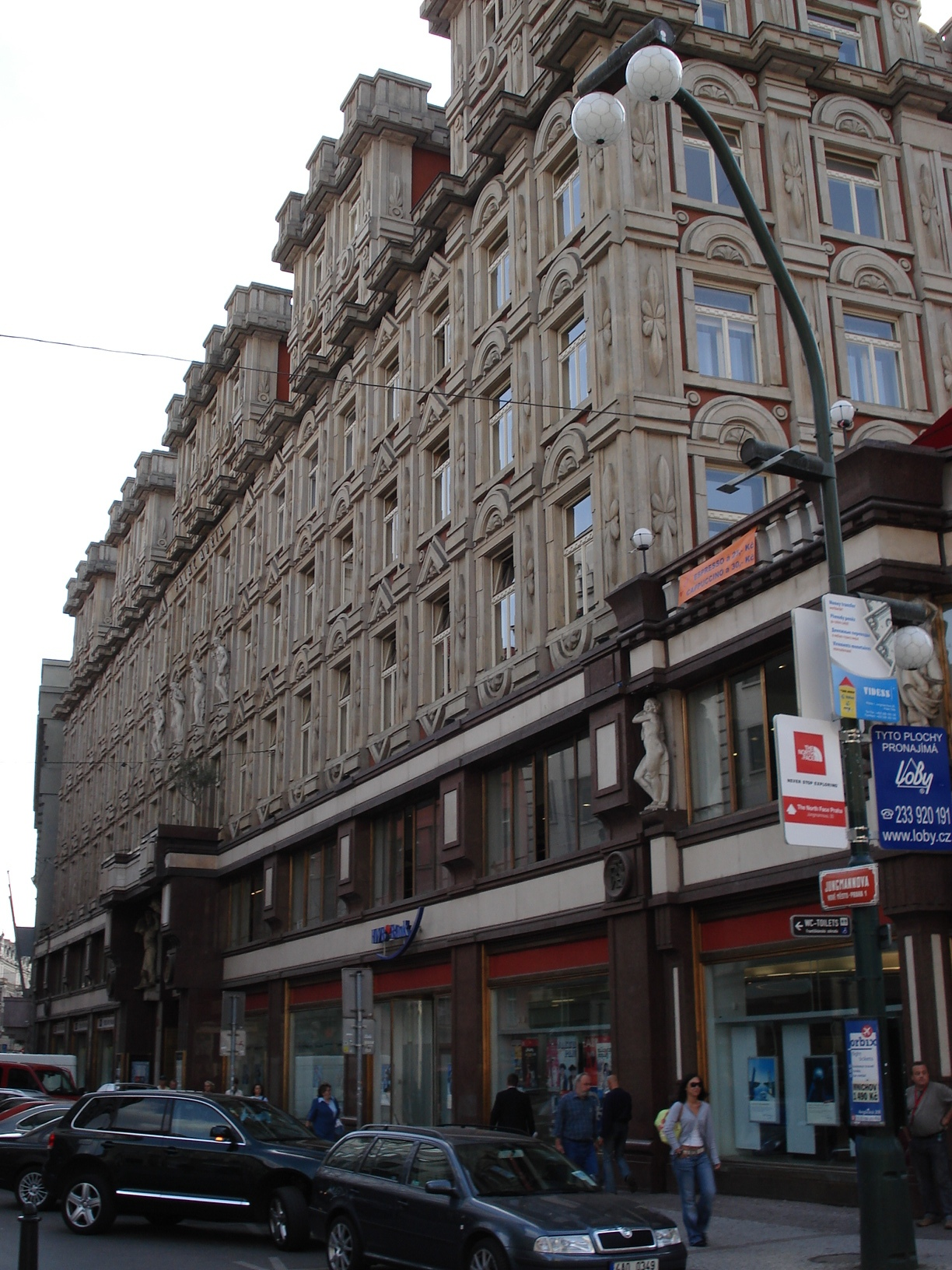
Palais Adria, Prague (1922-1925)
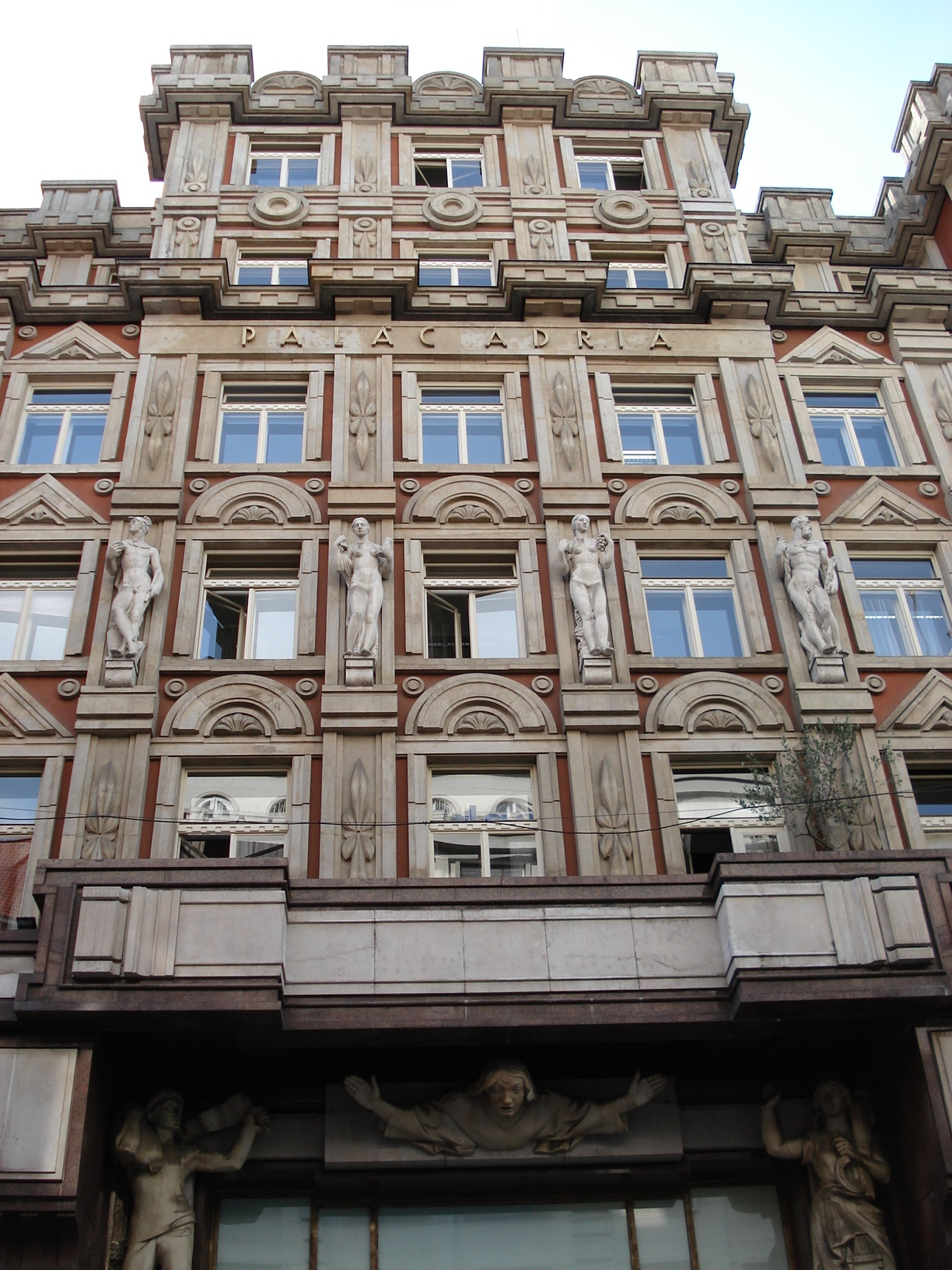
Palác Adria, Prague (1922-1925)
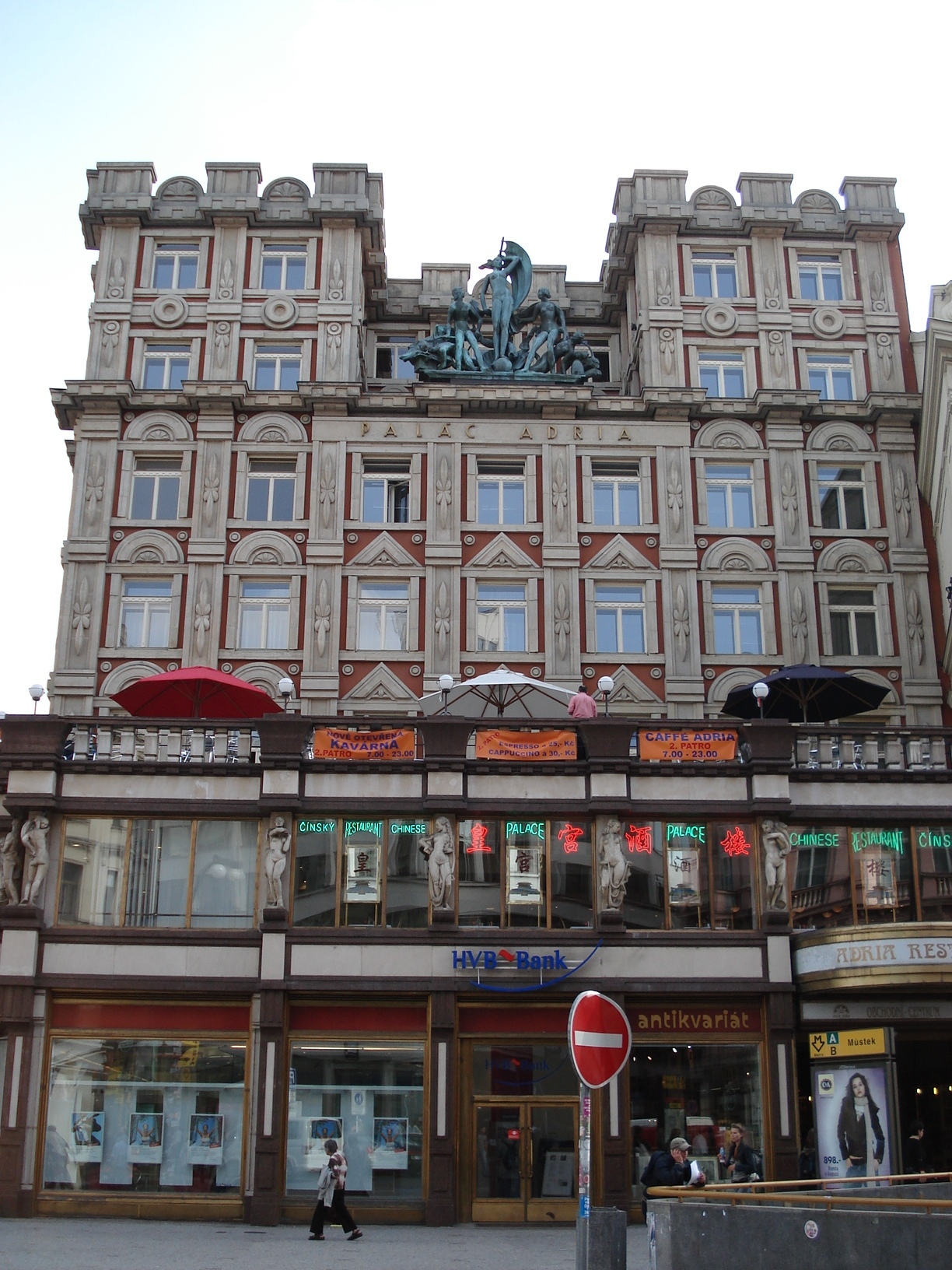
Palác Adria, Prague (1922-1925)
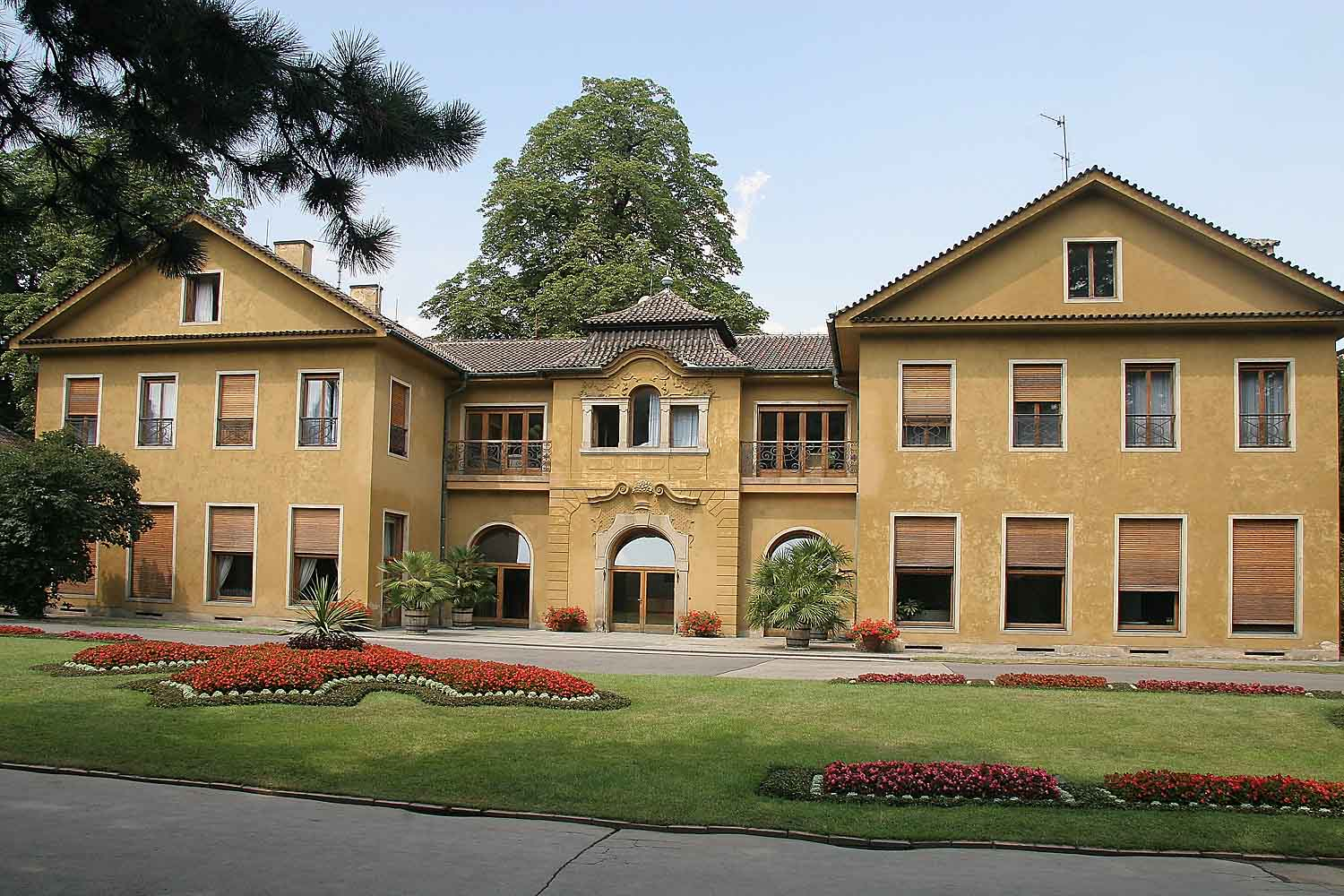
Villa présidentielle dans les Jardins royaux du château de Prague (1937-1938)

- Écluses à Obříství et Předměřice sur l'Elbe (1911 - 1914)
- Crématorium de Pardubice (1921 - 1923)
- Hôtel Juliš, Place Venceslas, Prague (1927 - 1933)
- Travaux de restauration de la Salle du Jeu de paume et du Belvédère de la reine Anne au château de Prague